# Chamizal National Memorial
Das Chamizal National Memorial befindet sich in El Paso (Texas), an der Grenze zwischen den Vereinigten Staaten und Mexiko und gedenkt des  friedlichen Endes des Grenzstreites vom Chamizal.
Die 222.200 m² große Gedenkstätte dient in erster Linie als Kulturzentrum und umfasst Kunstgalerien, ein Theater und ein Amphitheater. Ein Museum, das die Geschichte der Grenze zwischen den USA und Mexiko aufzeigt, befindet sich im Besucherzentrum. Der Park erinnert an die friedliche Lösung des mehr als 100 Jahre andauernden Grenzstreites. Dieser war durch natürliche Veränderungen des Flusslaufes des Rio Grande zwischen den Städten El Paso und Ciudad Juárez, Chihuahua entstanden. Dieses National Memorial wurde auf einem Landstück errichtet, das den Vereinigten Staaten durch die Vereinbarung von Chamizal im Jahr 1963 zugesprochen worden war.  Auf der nun mexikanischen Gegenseite wurde das Gegenstück installiert, der Parque Público Federal El Chamizal.
Das National Memorial wurde am 30. Juni 1966 genehmigt. Es wurde am 4. Februar 1974 eröffnet und am gleichen Tag offiziell in das National Register of Historic Places eingetragen.